# Tri-Peaks
Die Tri-Peaks gehören neben Exchange Peak und Sandstone Peak zu den höchsten Erhebungen in den Santa Monica Mountains.
Sie bestehen eigentlich aus drei einzelnen Felsformationen (Bouldern) in geringer Entfernung voneinander. In der Nähe der Gipfel führt der Backbone Trail entlang.

## Weblink
- https://www.summitpost.org/tri-peaks/571632